# Edmond Pourchot
Edmond Pourchot (Poilly, 1651 – Parigi, 22 giugno 1734) è stato un filosofo francese.
Fu professore di filosofia nell'Università di Parigi, nel Collège des Grassins e poi nel Collège Mazarin. Per sette volte fu rettore dell'università. Fu amico di Macles ed apprese l'ebreo  secondo il suo metodo (Macles Method). Morì all'età di ottantatré anni.
Lasciò molti scritti e un corso di filosofia intitolato: Institutiones philosophicae ad faciliorem veterum et recentiorum philosophorum intelligentiam comparatae  opera et  studio (1695).